# 11885 Summanus
11885 Summanus este o planetă minoră (asteroid), cu un diametru de 1,298 km, din Asteroid Apollo. A fost descoperită pe 25 septembrie 1990 la Observatorul Național Kitt Peak de Spacewatch și a fost numită după Summamus. 
Obiectul prezintă o orbită caracterizată de o semiaxă mare de 1,7033126 UAi, o excentricitate de 0,4749436, o înclinație de 19,41888 ° în raport cu ecliptica.